# Здзенни (річка)
Здзенни, Зденний — потік у Стрийському районі Львівської області, ліва притока Стрию (басейн Дністра).

## Опис
Довжина річки приблизно 7 км. Висота витоку над рівнем моря — 567 м, висота гирла — 383 м, падіння річки — 184 м, похил річки — 26,29 м/км. Формується з багатьох безіменних струмків.

## Розташування
Бере початок у лісовому масиві на південно-східній стороні від села Ямельниця. Тече переважно на південний схід і на північно-західній околиці селища Верхнє Синьовидне впадає в річку Стрий, праву притоку Дністра.